# Biserica fortificată din Hașag

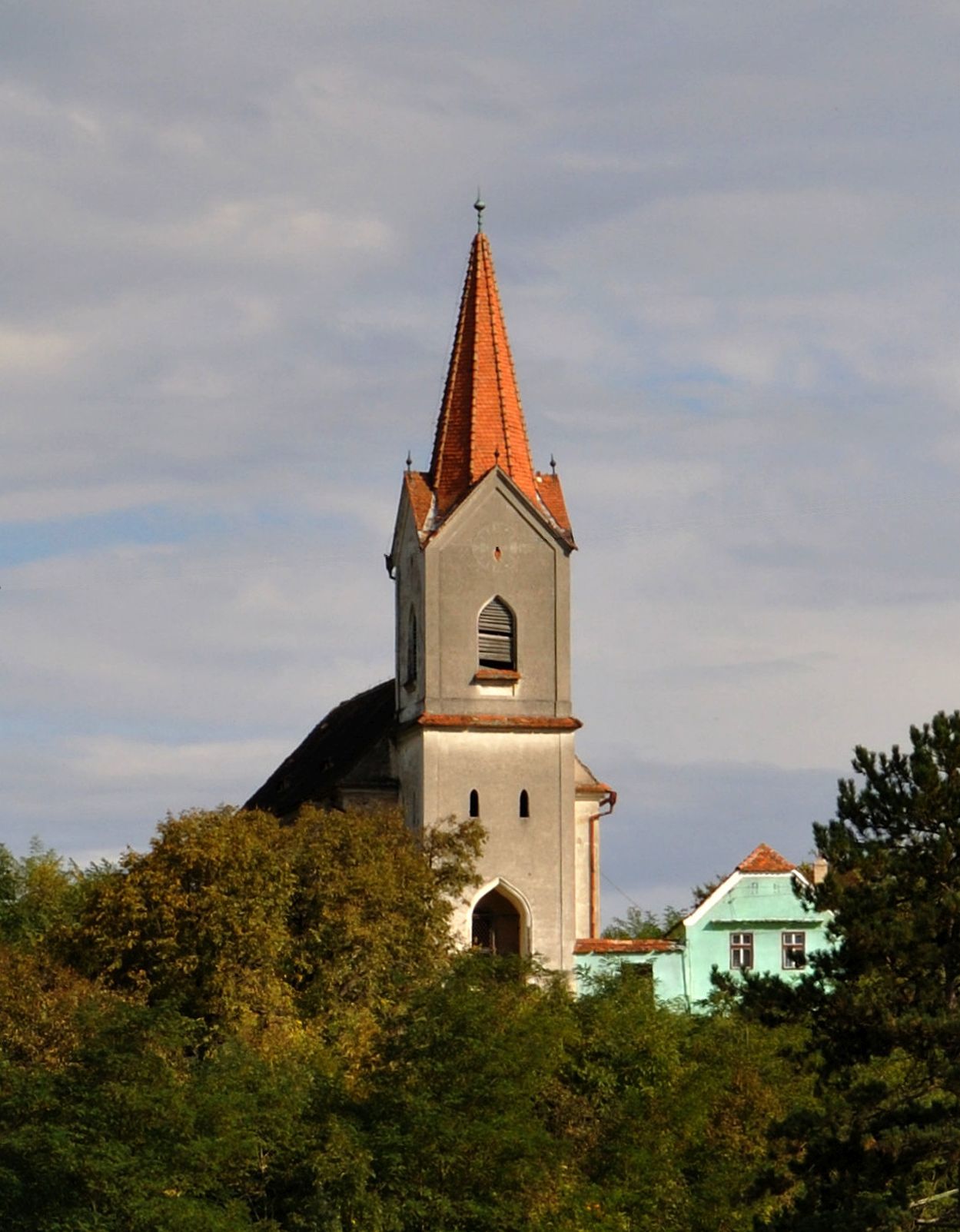
Biserica evanghelică din Hașag, cu acoperișul piramidal ascuțit

Biserica evanghelică fortificată din Hașag este un monument de arhitectură ecleziastică aflat pe teritoriul satului Hașag, comuna Loamneș, județul Sibiu.

## Localitatea
Hașag,(în dialectul săsesc Hoisoyen, Hôšôzn, în germană Haschagen, Hassagh, în maghiară Hásság), este un sat în comuna Loamneș din județul Sibiu, Transilvania, România. Se află în partea de vest a județului,  în Podișul Secașelor. Prima mențiune documentară a localității datează din anul 1264. Inițial a fost un sat de iobagi, dar în anul 1516 apărea drept sat liber în scaunul Șeica.

## Biserica
În secolul XIV a fost construită o biserică sală gotică, cu un cor cu închidere 5/8, cu contraforturi. Turnul cu clopote, în pericol iminent de prăbușire, a fost înlocuit, între anii 1874-1875, de un turn cu patru pinioane și un acoperiș piramidal ascuțit. Zidul de incintă ce înconjoară biserica are un plan dreptunghiular.

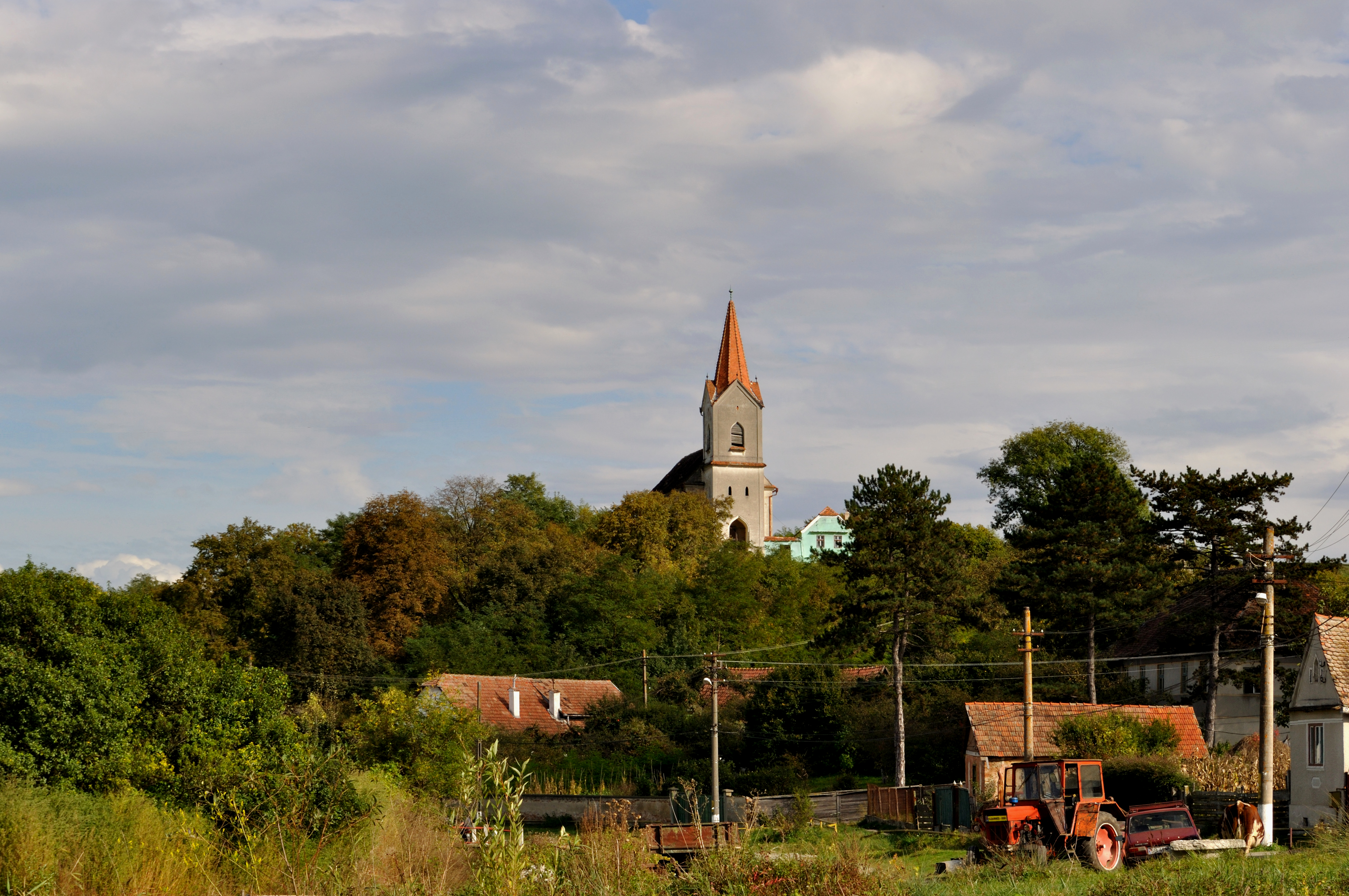
Biserica și împrejurimile